# Mathias Sorgho
Pour les articles homonymes, voir Sorgho (homonymie).
Ne pas confondre avec le cycliste Mathias Sorgho.
Né en 1920 et mort le 30 avril 2004, Daogo Mathias Sorgho est un homme politique de la Haute-Volta (aujourd'hui  Burkina Faso), président de l'Assemblée territoriale, six fois ministre de 1958 à 1963 puis ambassadeur. Il a notamment fait partie de l'équipe qui a piloté le passage de la tutelle française à l'autonomie puis l'indépendance de la Haute-Volta.

## Biographie

### Origine et formation initiale
Alors qu'il n'est encore qu'un enfant, son père, chef d'un petit village dans la région de Tenkodogo en Haute-Volta, est sollicité fortement par les autorités françaises  pour qu'il soit envoyé à l'école des blancs. L'objectif est de placer les enfants des chefs traditionnels sous l'influence et la dépendance du pouvoir colonial. Selon les explications de Sorgho lui-même, ce départ se fait dans la honte, honte de la famille de céder à la pression : « Et c'est mon grand frère, qui était déjà un homme mûr, qui m'a emmené. Mais on a attendu la nuit, parce qu'on n'a pas voulu me sortir du village pendant le jour, pour que tout le monde voie comme cela ».
Retenu ensuite comme élève à l'École normale William-Ponty, il devient instituteur. Il est même le premier directeur de l'école publique de Houndé de 1943 à 1950 puis de l'école de Taamsin de 1951 à 1954. Catholique, il se marie et est le père de 10 enfants, 2 garçons et 8 filles.  Entretemps, la Seconde Guerre mondiale, et la guerre d'Indochine (et bientôt la guerre d'Algérie) font émerger un mouvement de décolonisation dans l'ancien empire colonial français.

### Participation à la marche de la Haute-Volta vers l'indépendance
La Haute-Volta avait été démembrée en 1932 et divisée en trois régions administrées respectivement par la Côte d'Ivoire, le Soudan français et le Niger. Elle fut reconstituée en 1946 et dotée d'une première structure représentative, sur la base du décret no 46-2375 du 25 octobre 1946 portant création d'assemblées territoriales en Afrique-Occidentale française. 
Mathias Sorgho commence sa carrière politique comme conseiller territorial de Tenkodogo en 1952, rattaché à l'Union Voltaïque (UV). Président de l'Assemblée territoriale de Haute-Volta en 1957, il se rallie en février 1958 au Parti Démocratique Unifié/Rassemblement démocratique africain (PDU/RDA), le mouvement de Ouezzin Coulibaly (ancien enseignant et chargé de cours de pédagogie à l'école normale William-Ponty) et Félix Houphouët-Boigny,, permettant à Ouezzin Coulibaly de se maintenir comme chef du conseil de gouvernement, avec Maurice Yaméogo comme ministre de l'intérieur, dans une structure exécutive mise en place en Haute-Volta par la loi no 56-619 du 23 juin 1956 dite Loi-cadre Defferre. La Haute-Volta est encore un des territoires d'outre-mer de la France.
Il est nommé ministre de la Santé publique de février à décembre 1958. Le 11 décembre 1958, ce territoire de la Haute-Volta se transforme en République de Haute-Volta, une république membre de la communauté franco-africaine. Une transition est en cours pour passer de la tutelle française à un statut qui reste à définir, mais qui est négocié, par le conseil de gouvernement auquel appartient Mathias Sorgho, avec le gouvernement français désormais dirigé par le général de Gaulle (revenu depuis peu aux affaires). « Il n'était pas douteux que, sous l'impulsion des élites, les populations décideraient d'aller à l'indépendance», écrit Charles de Gaulle dans ses  Mémoires d'espoir, parlant de l'Afrique noire, « mais il s'agissait de savoir si ce serait d'accord avec nous, ou sans et, même, contre nous ». De décembre 1958 à avril 1959, Mathias Sorgho devient  ministre de la Jeunesse et des Sports, et enfin ministre des travaux publics, des transports et des communications, d'avril 1959 à février 1960,. Il fait ainsi partie de l'équipe ministérielle de la République de Haute-Volta qui a préparé l'accès à l'indépendance, concrétisé le 5 août 1960, avec comme premier président Maurice Yaméogo,.

### Après l'indépendance
Après l'indépendance, il est nommé ministre de l'Éducation nationale de janvier 1961 à octobre 1963 sous la présidence de Maurice Yaméogo. Il s'emploie notamment à ouvrir des écoles primaires et des établissements secondaires dans la capitale Ouagadougou et dans tout le pays. Maurice Yaméogo le nomme ensuite ambassadeur à Paris de 1964 à 1966. 
Plusieurs de ses enfants auront un rôle important dans le nouveau pays ou dans des organismes internationaux, telles deux de ses filles, Odile Sorgho-Moilinier, née en 1948, directrice du bureau du Programme des Nations unies pour le développement, à Genève, jusqu'en décembre 2008, et Alice Sorgho-Ouédraogo, née en 1955, représentante de l'Organisation internationale du travail (OIT) au Cameroun, en Éthiopie, directrice du programme de l'OIT pour l'abolition du travail des enfants, puis, en 2006, directrice du bureau de l'Organisation internationale du travail pour l'Afrique centrale et enfin Directrice du Programme OIT/Sida,,. Son fils jumeau et aîné, Germain Sorgho, était également haut fonctionnaire à l'Organisation mondiale de la santé. Le décès de Mathias Sorgho est intervenu le 30 avril 2004, peu de jours après celui de ce fils aîné, et alors qu'il attendait le retour de sa dépouille en Burkina Faso.